# Bianna Golodryga
Bianna Golodryga (în rusă Бианна Голодрыга, transliterat: Bianna Golodrîga; n. 15 iunie 1978, raionul Căușeni, RSS Moldovenească, URSS) este o prezentatoare americană de televiziune, originară din Republica Moldova.

## Biografie
S-a născut în orașul Căușeni din același raion, RSS Moldovenească (actualmente în R. Moldova) într-o familie de evrei moldoveni. În 1980, împreună cu părinții ei, Vitali și Janna, a emigrat în Statele Unite. Tatăl său a lucrat ca inginer mecanic în filiala din Houston a companiei chimice DuPont, mama sa este vicepreședinte al concernului petrolier Hess Corporation.
A crescut în Houston. A absolvit Universitatea Texas din Austin cu o diplomă în economie și studii slavice. În 2001 s-a mutat la Brooklyn, unde a locuit în Bensonhurst.
A lucrat ca producător, apoi corespondent pentru CNBC, în 2007-2010 a fost corespondent pentru ABC, în 2010-2014, gazda ediției Good Morning America, din 2014, prezentatoare în departamentul TV de știri și finanțe al Yahoo. Din 2018 este co-gazdă a This Morning de la CBS.
Din 2010 este căsătorită cu economistul Peter R. Orszag, directorul (2009-2010) Biroului de Management și Buget din administrația președintelului Barack Obama.